# Río de la Plata

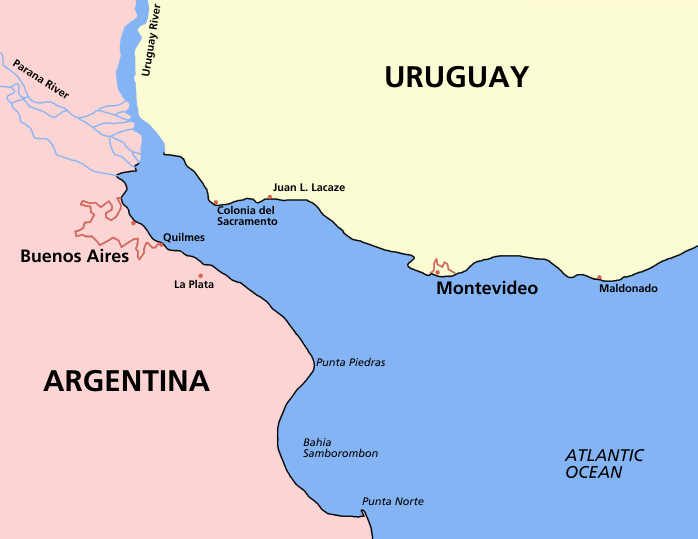
Mapa Río de la Plata s vyznačenými nejvýznamnějšími městy

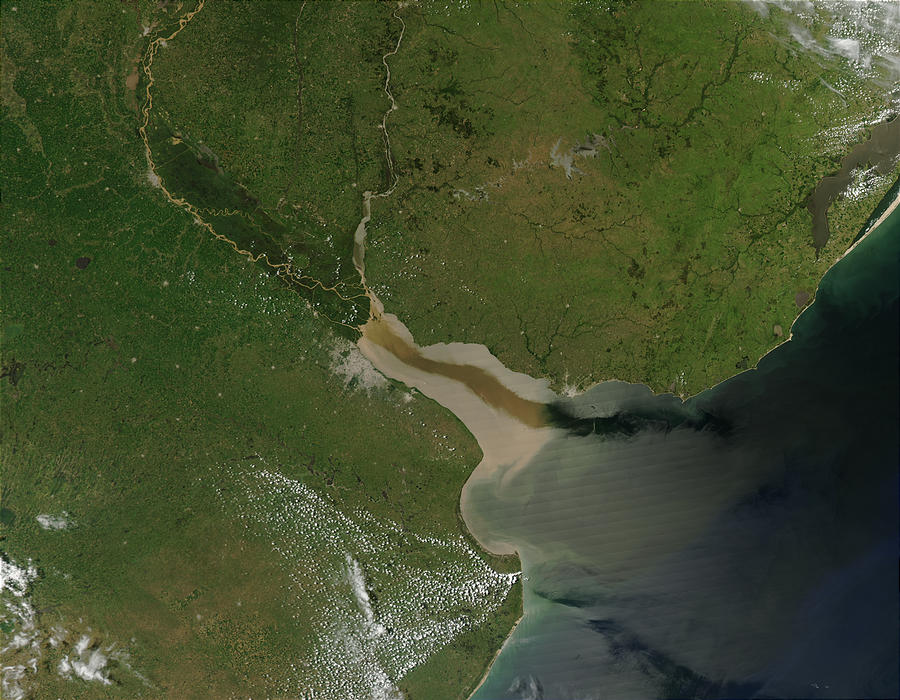
Satelitní snímek estuáru

Río de la Plata (v překladu ze španělštiny Stříbrná řeka) je rozlehlý estuár rozkládající se při východním pobřeží Jižní Ameriky. Do Atlantiku se zde společně vlévají dvě významné jihoamerické řeky – Paraná a Uruguay. Río de la Plata tvoří přirozenou hranici mezi státy Argentina (jižně od estuáru) a Uruguay (severně). Na březích la Platy leží i obě hlavní města zmíněných států – Buenos Aires a Montevideo.
Při ústí řek je estuár široký zhruba 40 km a převažuje zde sladká voda. Mezi městem Maldonado (na uruguayské straně) a mysem Punta Rasa (Argentina) dosahuje estuár šířky až 220 km, zde je voda brakická. Na délku (směr východ-západ) měří Río de la Plata okolo 290 km. Charakteristická barva vody v Río de la Plata je hnědá, která je způsobena velkým množstvím sedimentů, které přinášejí řeky. Estuár je relativně mělký, jeho dno a břehy tvoří především jíly, písky a bahno.

## Povodí
Společné povodí řek Paraná a Uruguay má rozlohu 3 100 000 km². Z toho je: 45,7 % v Brazílii, 29,7 % v Argentině, 13,2 % v Paraguayi, 6,6 % v Bolívii a 4,8 % v Uruguayi. Kromě toho dalších 130 000 km² uruguayského a argentinského území je odvodňováno přímo do Río de la Plata. Řeka Paraná má průměrný průtok ve svém ústí 17 300 m³/s, průměrný průtok řeky Uruguay se pohybuje mezi 4 500 m³/s a 5 500 m³/s.